# ジェフ・コーリー
ジェフ・コーリー（Jeff Corey、1914年8月10日 - 2002年8月16日）は、アメリカ合衆国の俳優。ニューヨーク・ブルックリン区出身。
1940年代にハリウッド入りしたが、1950年代にき荒れたマッカーシズムの際、ブラックリストに載せられ、ハリウッドを追われ、以降はロサンゼルス・シティ・カレッジ等で演劇の指導に当たった。この時、彼に師事した俳優に、ジェームズ・コバーンやリチャード・チェンバレン等がいる。
1966年、映画『セコンド/アーサー・ハミルトンからトニー・ウィルソンへの転身』で復帰した（この映画では、彼と同時期にハリウッドを追われたジョン・ランドルフ、ウィル・ギアも復帰している）。復帰後はテレビドラマにも多く出演した。
2002年8月16日、88歳で死去。

## 主な出演作品
- 殺人者 The Killers (1946)
- 怒涛の果て Wake of the Red Witch (1948)
- ジャンヌ・ダーク Joan of Arc (1948)
- スーパーマンと地底人 Superman_and_the_Mole_Men (1951)
- 誘拐犯を逃すな The Yellow Canary (1963)
- 不意打ち Lady in a Cage (1964)
- シンシナティ・キッド The Cincinnati Kid (1965)
- セコンド/アーサー・ハミルトンからトニー・ウィルソンへの転身 Seconds (1966)
- 冷血 In Cold Blood (1967)
- 絞殺魔 The Boston Strangler (1968)
- 黄金の銃弾 Impasse (1969)
- 勇気ある追跡 True Grit (1969)
- 明日に向って撃て! Butch Cassidy and the Sundance Kid (1969)
- 続・猿の惑星 Beneath the Planet of the Apes (1970)
- …YOU… Getting Straight (1970)
- 続・夜の大捜査線 They Call Me Mister Tibbs! (1970)
- 濡れた欲望 Cover Me Babe (1970)
- 小さな巨人 Little Big Man (1970)
- 皆殺しL.A.コネクション Clay Pigeon (1970)
- マーベリックの黄金 Catlow (1971)
- 太陽にかける橋/ペーパー・タイガー Paper Tiger (1975)
- ラスト・タイクーン The Last Tycoon (1976)
- 恐怖!蜘蛛の巣連続殺人 Curse of the Black Widow (1977)
- オー!ゴッド Oh! God (1977)
- ジェニファー Jennifer (1978)
- 燃える世界の男 The Pirate (1978)
- ワイルド・ギース The Wild Geese (1978)
- 新・明日に向って撃て! Butch and Sundance: The Early Days (1979)
- 宇宙の7人 Battle Beyond the Stars (1980)
- マジック・クエスト/魔界の剣 The Sword and the Sorcerer (1982)
- キング・オブ・デストロイヤー/コナンPART2 Conan the Destroyer (1984)
- クリエイター Creator (1985)
- メッセンジャー・オブ・デス Messenger of Death (1988)
- バード・オン・ワイヤー Bird on a Wire (1990)
- ベートーベン2 Beethoven's 2nd (1993)
- サバイビング・ゲーム Surviving the Game (1994)
- 薔薇の素顔 Color of Night (1994)